# Adam Robak
Adam Ryszard Robak (Varsovia, 16 de julio de 1957) es un deportista polaco que compitió en esgrima, especialista en la modalidad de florete.
Participó en los Juegos Olímpicos de Moscú 1980, obteniendo una medalla de bronce en la prueba por equipos. Ganó una medalla de oro en el Campeonato Mundial de Esgrima de 1978.

## Palmarés internacional
| Juegos Olímpicos   | Juegos Olímpicos | Juegos Olímpicos  | Juegos Olímpicos    |
| Año                | Lugar            | Medalla           | Prueba              |
| ------------------ | ---------------- | ----------------- | ------------------- |
| 1980               | Moscú (URSS)     | Medalla de bronce | Florete por equipos |
| Campeonato Mundial |                  |                   |                     |
| Año                | Lugar            | Medalla           | Prueba              |
| 1978               | Hamburgo (RFA)   | Medalla de oro    | Florete por equipos |